# Giselli Monteiro
Giselli Monteiro é uma ex-modelo brasileira e atriz de Bollywood. Ela fez sua estreia no cinema interpretando Harleen Kaur no filme de Bollywood de 2009 Love Aaj Kal, dirigido por Imtiaz Ali.

## Início de vida e carreira
Monteiro nasceu no Espírito Santo, Brasil. Ela começou sua carreira de modelo aos dezessete anos e viajou para a Itália, Alemanha, França, Grécia, Hong Kong, Cingapura, Tailândia e Filipinas. Ela veio para Mumbai, Índia, em 2008. Ela começou sua carreira de atriz em Bollywood, interpretando o papel da antiquada garota Punjabi, Harleen Kaur, em Love Aaj Kal, de Imtiaz Ali, que também é estrelado por Saif Ali Khan e Deepika Padukone. Ela foi propositalmente mantida em segredo durante a promoção do filme. Após o lançamento do filme, sua identidade foi revelada, e também foi revelado que ela havia abordado Ali através da designer Anaita Shroff Adajania para um teste para o papel de Jo, namorada de Saif Ali Khan na segunda metade do filme, mas, por sugestão de sua esposa, Ali a levou para o papel de Harleen, especialmente porque ele não conseguiu ninguém para esse papel mesmo tendo feito testes com garotas de toda a Índia. Ela apareceu nas capas das edições indianas da Harpers Bazaar, Elle, Marie Clarie e Femina.
Além de atuar, Monteiro foi embaixadora da marca Wills Lifestyle, Movil Mobiles e PC Jewelers na Índia. Ela desfilou para Rohit Bal, Ritu Kumar e Ranna Gill.
Em maio de 2010 Monteiro apareceu no Fantástico, transmitido pela Rede Globo, falando sobre Mumbai. Em seguida, ela apareceu em Always Kabhi Kabhi, um filme sob a bandeira Red Chillies Entertainment que foi lançado em 17 de junho de 2011. Ultimamente, ela apareceu no Westside, a nova campanha da marca de lojas de varejo de moda, Publicidade a partir de setembro de 2011.
Após uma carreira de sucesso como modelo e de participar de três filmes em sequência em 2014, ela desistiu da atuação para cursar arquitetura na Universidade de Vila Velha, no Espírito Santo, Brasil. Segundo ela, ela nunca teve a intenção de estar em filmes, e estudar arquitetura é a paixão que ela gostaria de seguir.

## Filmografia
| Ano  | Filme            | Função           | Notas |
| ---- | ---------------- | ---------------- | --- |
| 2009 | Amo Aaj Kal      | Harleen Kaur     | Indicado: Star Screen Awards Revelação Mais Promissora Indicado: Stardust Awards (Exciting New Face) Indicado: IIFA Awards |
| 2011 | Sempre Kabi Kabi | Aishwarya Dhawan | |
| 2015 | Pranaam Walekum  |                  | |